# John Sibley Whalen
John Sibley Whalen (* 30. Juni 1868 in Rochester, New York; † 3. Mai 1913) war ein US-amerikanischer Politiker. Er war von 1907 bis 1909 Secretary of State von New York.

## Werdegang
John Sibley Whalen, Sohn von Richard Whalen aus Rochester, einem der ältesten Tabakhändler in den Vereinigten Staaten, wurde ungefähr drei Jahre nach dem Ende des Bürgerkrieges im Monroe County (New York) geboren und wuchs dort auf. Er graduierte an der St. Patrick's Parochial School. Danach ging er auf die Rochester High School und das Rochester Business Institute. In der Folgezeit engagierte er sich in Norwich und Oneonta (New York) im Zigarren- und Tabakgeschäft. Später kehrte er nach Rochester zurück, wo er im Unternehmen seines Vaters arbeitete. Er war Mitglied der Tobacco Workers' Union und Präsident im Rochester Trade and Labor Council. Der Gouverneur von New York John Alden Dix ernannte ihn zum First Deputy State Labor Commissioner. Die Independence League und die Demokratische Partei nominierten ihn 1906 für das Amt des Secretary of State von New York. Im November 1906 errang er einen Sieg bei der Wahl. Bei seiner Wiederwahlkandidatur 1908 erlitt er aber eine Niederlage.